# De Havilland Canada DHC-4 Caribou
Il de Havilland Canada DHC-4 Caribou era un aereo da trasporto tattico bimotore monoplano ad ala alta con caratteristiche STOL (Short Take Off and Landing) sviluppato dall'azienda aeronautica canadese de Havilland Canada negli anni cinquanta.
Entrato in servizio negli anni sessanta, trovò impiego oltre che in campo militare anche nel mercato dell'aviazione commerciale, utilizzato da numerosi paesi tra i quali: Stati Uniti, Canada, Australia, Kenya, Tanzania, Zambia, Camerun, Spagna, Thailandia, Malesia, India, Ecuador, Nuova Guinea e Colombia.

## Storia del progetto
Negli anni cinquanta la United States Army emise una specifica per la fornitura di un velivolo capace di poter trasportare materiali e truppe sulla linea di fronte ed evacuare i feriti nel viaggio di ritorno. In risposta la de Havilland Canada in collaborazione con il Canada's Department of Defence Production presentò il progetto del DHC-4 Caribou.
Il Caribou venne sviluppato come aereo da trasporto tattico leggero con prestazioni STOL (Short Take Off and Landing, decollo ed atterraggio corto), in grado di atterrare e decollare su piste corte e semi preparate.
Venne portato in volo per la prima volta nel luglio del 1958 ed entrò in linea nel 1961.
Dopo la realizzazione dei primi 23 esemplari la produzione passò alla versione migliorata designata DHC - 4A e continuò fino al 1973 per un totale di 307 esemplari.

## Tecnica
Era caratterizzato da ala e coda alta con due motori stellari a pistoni, impennaggio orizzontale in posizione media sulla deriva, rampa ventrale per l'accesso alla stiva (8,76 × 2,21 × 1,90 m), ipersostentatori a doppia fessura su tutta l'apertura alare e pneumatici a bassa pressione.

## Impiego operativo
Venne impiegato durante la guerra del Vietnam dove si distinse per la sua robustezza e la versatilità di impiego che andava dal trasporto tattico di truppe e materiali al lancio di paracadutisti ed allo sgancio del carico mediante il sistema LAPES (Low Altitude Parachute Extraction System), che permetteva di scaricare il carico pallettizzato mediante un sistema di estrazione a paracadute senza richiedere l'atterraggio del velivolo.

## Utilizzatori

### Civili

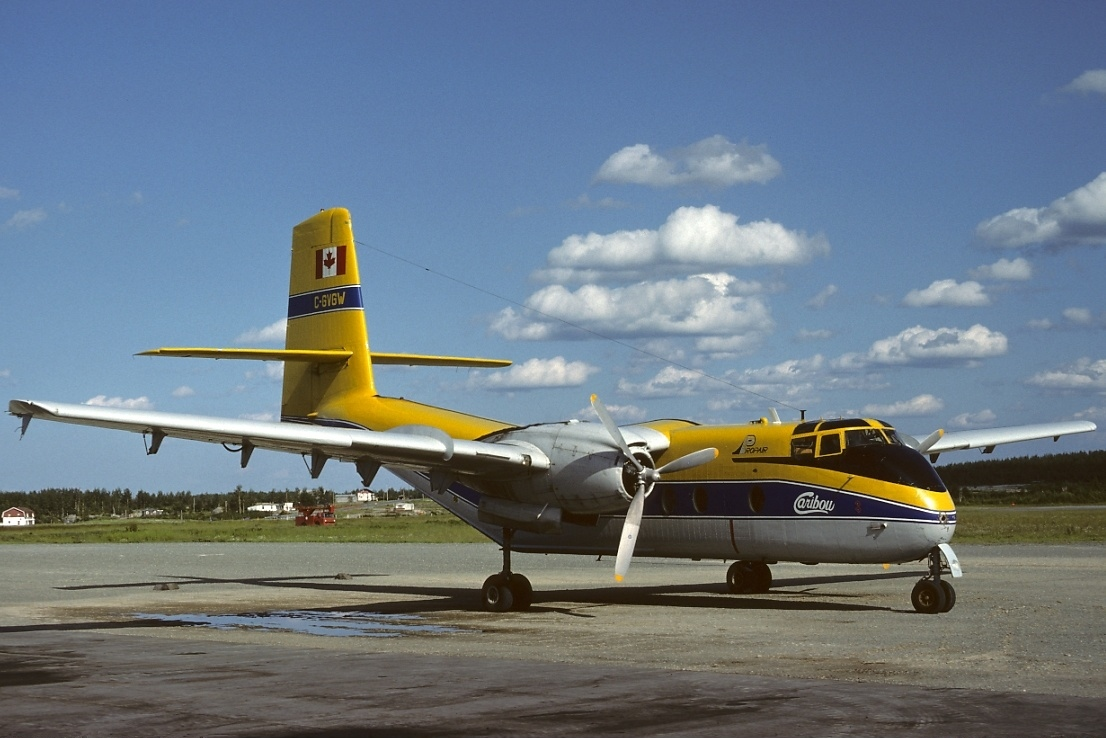
DHC-4A Caribou della compagnia canadese Propair in sosta all'aeroporto di Rouyn-Noranda nell'1984.

Australia
- Ansett-MAL

operò con un esemplare in Nuova Guinea.
 Canada
- La Sarre Air Services
- Propair

 Ecuador
- AMOCO Ecuador
- Anglo-Ecuador Oilfields
- Aerolineas Condor of SA

 Gabon
- Air Inter Gabon

 Indonesia
- Trigana Air

 Malta
- New Cal Aviation

 Papua Nuova Guinea
- Garamut Exploration Services
- Vanimo Trading

 Taiwan
- Air Asia

 Stati Uniti
- Air America
- Bannock Aerospace
- Chieftain Air
- Deutsche Aviation
- Environmental Research Institute of Michigan
- Fowler Aeronautical Service
- H A T Aviation Inc.
- John Woods Inc.
- New Cal Aviation
- Pen Turbo Aviation

### Governativi
Costa Rica
- Servicio de Vigilancia Aérea - Fuerza Pública

3 C-7A consegnati, non se ne conosce il numero degli esemplari ancora in servizio (forse uno) e se in grado di volare al febbraio 2019.
 Thailandia
- Royal Thai Police

operò con 3 DHC-4A dal 1966 al 2005.
 Uganda
- Ugandan Police Air Wing[4]

### Militari
Australia
- Royal Australian Air Force
  - No. 35 Squadron RAAF
  - No. 38 Squadron RAAF
  - RAAF Transport Flight Vietnam

 Brasile
- Força Aérea Brasileira

 Cambogia
- Toap Akas Khemarak Phoumin

 Canada
- Royal Canadian Air Force

ritirati con le Canadian Forces
 Camerun
- Armée de l'Air du Cameroun

 Colombia
- Fuerza Aérea Colombiana

 Emirati Arabi Uniti

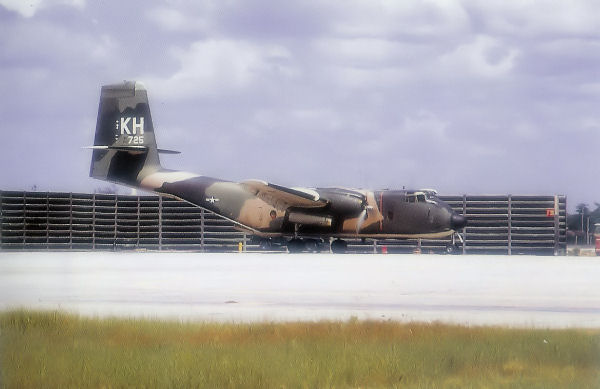
Un de Havilland C-7B Caribou USAF (s/n 63-9725) del 535th Tactical Airlift Squadron, 483d Tactical Airlift Wing, alla Cam Ranh Air Base, Vietnam del Sud, nell'ottobre 1971.

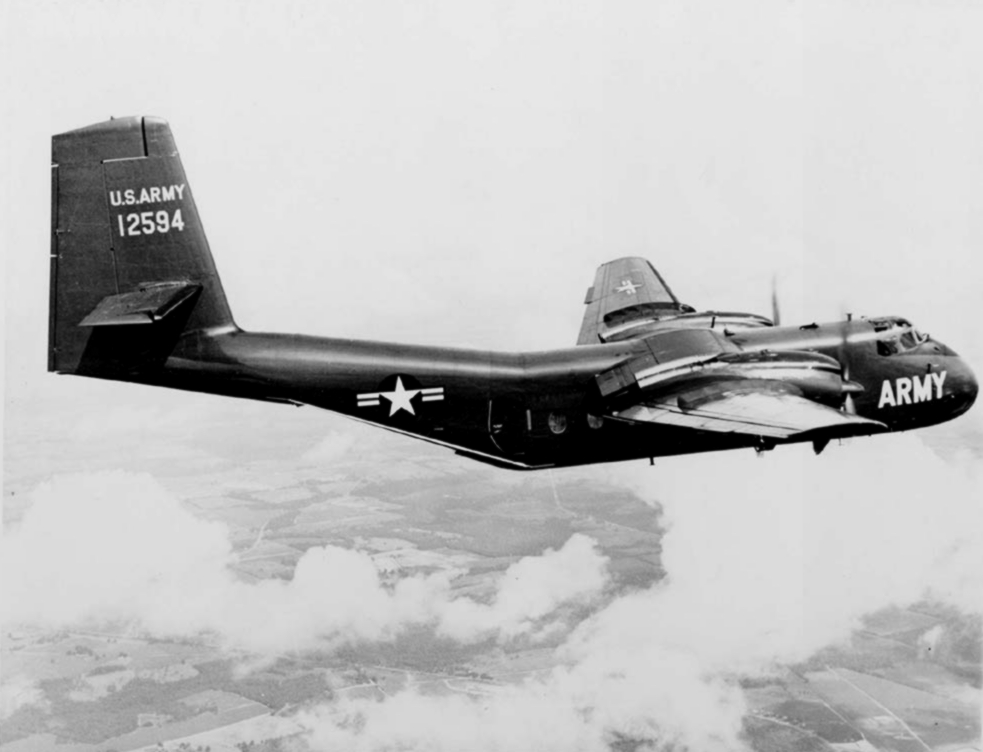
Un de Havilland C-7 Caribou dello United States Army.

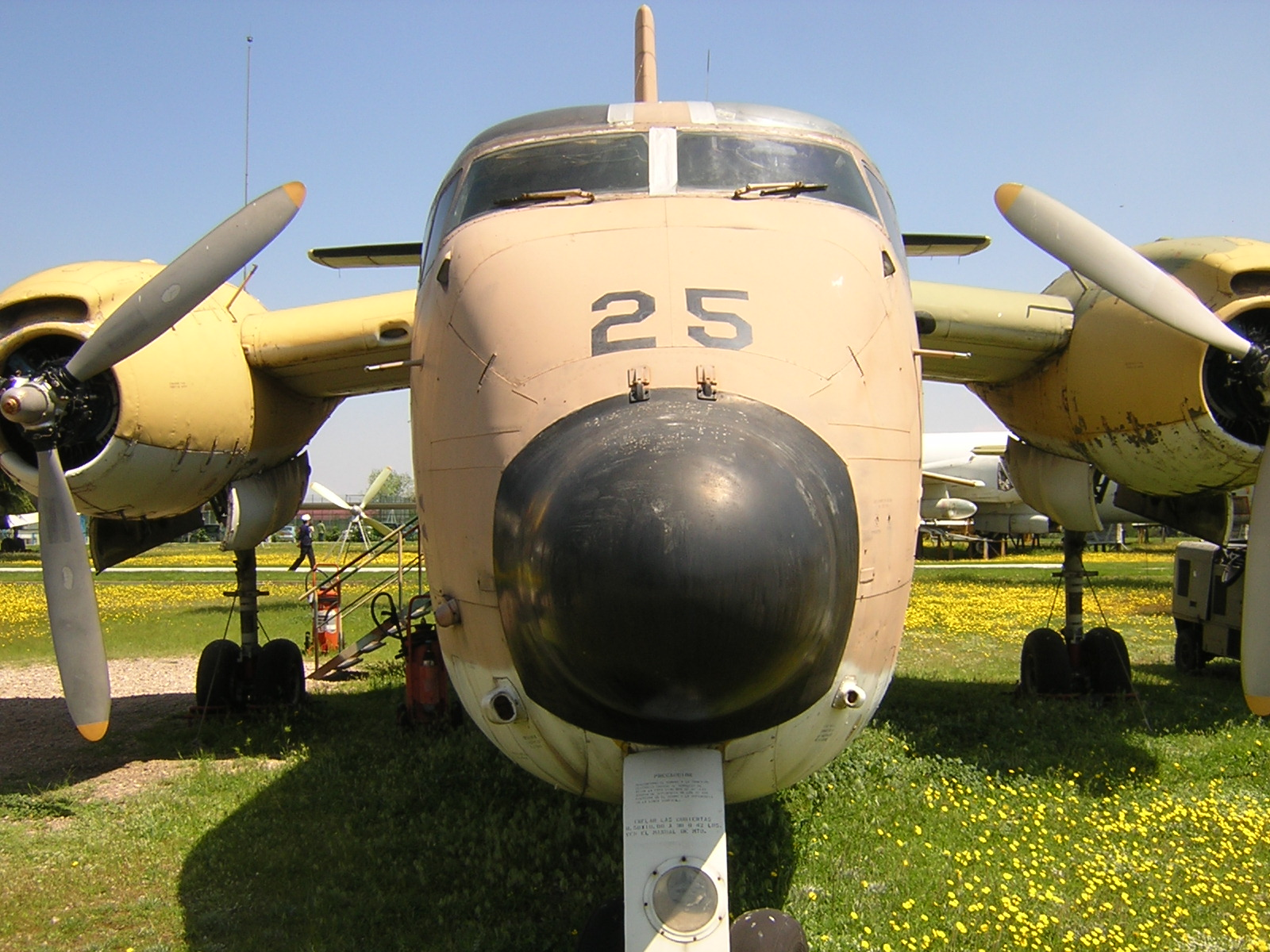
Il Caribou in esposizione presso il Museo del Aire di Madrid.

- Al-Quwwāt al-Jawiyya al-Imārātiyya -  Emirato di Abu Dhabi

 Ghana
- Ghana Air Force

 India
- Bhartiya Vāyu Senā

 Kenya
- Kenya Air Force[5] operated type 1966-1987.

 Kuwait
- Al-Quwwat al-Jawwiyya al-Kuwaytiyya

operò con 2 esemplari dal 1963.
 Liberia
- Liberian Army Air Wing

operò con 2 esemplari ricondizionati nella Liberian Army's, Air Reconnaissance Unit nel 1989. Gli aerei rimasero distrutti durante la guerra civile.
 Malaysia
- Tentera Udara Diraja Malaysia

ritirati dal servizio operativo.
 Oman
- Al Quwwat al-Jawwiya al-Sultanya al-Omanya[8]

 Spagna
- Ejército del Aire

 Stati Uniti
- United States Army
- United States Air Force

 Svezia
- Svenska Flygvapnet

utilizzò un DHC-4 Caribou designato Tp 55 tra il 1962 e il 1965 in prove di valutazione nella F7 Wing.
 Tanzania
- Jeshi la Anga la Wananchi wa Tanzania[9]

 Vietnam
- Không Quân Nhân Dân Việt Nam

operò con diversi esemplari catturati dalla sudvietnamita Khong Quan Viet Nam.
 Vietnam del Sud
- Không Quân Việt Nam

 Zambia
- Zambian Air Force and Air Defence Command

4 DHC-4A ricevuti nel 1965, più 1 ulteriore esemplare ricevuto nel 1961.

### Riviste
- (EN)  "Caribou to Bow Out Early". Air International, Vol. 76. No. 4, April 2009, p. 5.
- (EN)  Kuwait Air Force (KAF) entry at the Scramble  magazine website
- (EN)  Malaysian Forces Overview entry at the Scramble magazine website
- (EN)  Royal Air Force of Oman entry at the Scramble magazine website